# Waiotira
La ville de Waiotira est une localité de la région du Northland, située dans l'île du Nord de la Nouvelle-Zélande.

## Situation
La ville de Whangarei est située au nord-est et la ville de Tauraroa, qui est à environ 9 km au nord-ouest.

## Accès
La ligne de chemin de fer de la ligne nord de Auckland (en) passe à travers la ville de Tauraroa, et la rivière «Waiotira Stream» s'écoule vers le sud-ouest pour rejoindre la rivière Omaru , .

## Éducation
L’'école de «Waiotira School» est une école mixte contribuant au primaire, allant de l’année 1 à 6, avec un taux de décile de 7 et un effectif de 32 élèves.

## Loisirs
La ville de Waiotira contient un terrain de golf de 9 trous et un poney club.